# The Collection/All That She Wants
Albums de Ace of Base
Da Capo
(2002) Exclusive Fan Edition
(2003)
The Collection (au Royaume-Uni, en Allemagne et en Espagne) ou All That She Wants (au Danemark) est une compilation du groupe suédois Ace of Base.

## Liste des pistes
1. "All That She Wants"
2. "Voulez-Vous Danser"
3. "Young and Proud"
4. "Waiting for Magic"
5. "Happy Nation"
6. "Dancer in a Daydream"
7. "Edge of Heaven"
8. "Angel Eyes"
9. "Beautiful Life"
10. "My Déjà Vu|My Déjà vu" (German album version)
11. "Lucky Love"
12. "Never Gonna Say I'm Sorry"
13. "Travel to Romantis"
14. "Cecilia"
15. "Cruel Summer" (Big bonus mix)
16. "Tokyo Girl"
17. "Donnie"
18. "Everytime It Rains"